# Pirapion
Pirapion – rodzaj chrząszczy z rodziny pędrusiowatych i podrodziny Apioninae. Obejmuje dwa opisane gatunki.

## Morfologia
Chrząszcze o ciele długości od 2 do 2,8 mm, gruszkowatym w zarysie. Ubarwienie mają czarne z nieznacznym połyskiem ołowianym na pokrywach. Oskórek porastają białawe włoski (włosowate łuski), nie tworzące w żadnym miejscu zagęszczeń.
Głowę cechują: okrągłe i wypukłe oczy, niskie i nie przekraczające środka ich długości listewki podoczne, sięgające co najmniej do połowy oczu punktowanie na ciemieniu oraz płaskie do lekko sklepionego, od 1 do 1,2 raza dłuższe od nasady ryjka czoło z dwoma pośrodkowymi rowkami pozbawionymi owłosienia i punktowania oraz czterema rowkami bocznymi z punktowaniem i owłosieniem. Ryjek jest zakrzywiony, przeciętnie gruby, w części nasadowej owłosiony, pośrodku co najwyżej nieznacznie rozszerzony, a w części wierzchołkowej łysy, na spodzie z zanikającymi ku tyłowi rowkami. U samca jest od 1,3 do 1,4 raza dłuższy od przedplecza, a u samicy od 1⅓ do 1,6 raza dłuższy od przedplecza. Osadzone w nasadowej ⅓ długości ryjka czułki wieńczą owalne, od 2,1 do 2,4 raza dłuższe niż szersze buławki.
Przedplecze jest szersze niż dłuższe, w zarysie prawie sześciokątne do prawie trapezowatego, po bokach zaokrąglone, o tylnej krawędzi lekko ku tarczce wykrzywionej. Na jego powierzchni występuje gęste i głębokie punktowanie, wśród którego ginie niewielki dołek przedtarczkowy. Drobna, naga i niepunktowana tarczka kształt miewa okrągły do prawie kwadratowego. Gruszkowate, najszersze za środkiem, w tyle silnie wyokrąglone pokrywy mają słabo rozwinięte barki i głębokie rzędy. Na każdej pokrywie wyrasta jedna szczecinka wyspecjalizowana, położona w tylnej ⅓ siódmego międzyrzędu. Skrzydeł tylnych brak lub są szczątkowo rozwinięte. Rozstaw bioder środkowych jest niewielki, tym niemniej nie stykają się ze sobą. Silnie guzowaty wyrostek zapiersia wyniesiony jest wyżej od wyrostka śródpiersia. Odnóża mają przeciętniej tęgości stopy o pazurkach zaopatrzonych w ząbek nasadowy. U samca golenie nie są uzbrojone.
Odwłok ma pierwszy z widocznych sternitów od 1,8 do 1,9 raza dłuższy niż następny; oba są przeciętnie sklepione. Piąty z widocznych sternitów jest na tylnej krawędzi zaokrąglony u samicy i ścięty u samca. Silnie poprzeczne samcze pygidium ma lekkie wykrojenie pośrodku tylnej krawędzi. Genitalia samca cechuje tegmen o wydłużonych płatach parameroidalnych rozdzielonych głębokim wcięciem pośrodkowym sięgającym poza wierzchołkowe krawędzie poprzecznych i stykających się ze sobą okienek. Wierzchołkowe połowy płatów są błoniaste i nie w pełni zarośnięte mikroszczecinkami, zaś połowy nasadowe zesklerotyzowane i z kilkunastoma makroszczecinkami każda. Przyrośnięte do wolnego pierścienia prostegium jest pośrodku ostro wyciągnięte. Środkowy płat edeagusa (prącie) w widoku grzbietowym ma boki do ostium równoległe, a dalej ku zaokrąglonemu szczytowi zbieżne, w widoku bocznym zaś szczyt nieznacznie podgięty. Endofallus ma w części nasadowej słabo zaznaczony fałd wzmacniający, a w części wierzchołkowej od dwóch do czerech szeregów zębów.

## Ekologia i występowanie
Zarówno larwy, jak i postacie dorosłe są fitofagami bobowatych z plemienia Genisteae, głównie janowców i żarnowców.
Rodzaj palearktyczny. Gatunek typowy zamieszkuje Europę, Afrykę Północną i Kaukaz, natomiast drugi z gatunków ograniczony jest do południowej Europy Środkowej i północnej Europy Południowej.

## Taksonomia
Takson ten wprowadzony został w 1916 roku przez Edmunda Reittera w randze podrodzaju w obrębie rodzaju Apion. Gatunkiem typowym autor ów wyznaczył Apion immune. W 1990 roku Miguel A. Alonso-Zarazaga wyniósł omawiany takson do rangi osobnego rodzaju.
Do rodzaju tego zalicza się dwa opisane gatunki:
- Pirapion immune (Kirby, 1808)
- Pirapion redemptum (Schatzmayr, 1920)